# 보스니아 헤르체고비나 연방의 문장

보스니아 헤르체고비나 연방의 문장

보스니아 헤르체고비나 연방의 문장은 1996년 11월 5일에 제정되었다.
방패 왼쪽 상단에는 보스니아인을 상징하는 문양인 금색 백합 문양이 그려진 초록색 방패가 놓여 있으며 오른쪽 상단에는 크로아티아인을 상징하는 문양인 빨간색과 하얀색의 체크 무늬가 그려진 방패가 놓여져 있다. 맨 아래쪽에는 파란색 바탕에 동그라미 모양을 만들고 있는 10개의 하얀색 육각별이 그려져 있다. 2007년에 보스니아 헤르체고비나 헌법재판소에서 위헌 판결을 받은 이후에는 보스니아 헤르체고비나의 국장을 사용한다.

## 같이 보기
- 보스니아 헤르체고비나의 국장
- 보스니아 헤르체고비나의 국기
- 보스니아 헤르체고비나 연방의 기
- 스릅스카 공화국의 문장